# Melithaea splendens
Melithaea splendens (Synoniem: Acabaria splendens) is een zachte koraalsoort uit de familie Melithaeidae. De koraalsoort komt uit het geslacht Melithaea. Melithaea splendens werd in 1911 voor het eerst wetenschappelijk beschreven door Nutting. 